# عین بیه
عین بیه (به عربی: عین البیة) یک شهرداری در الجزایر است که در استان وهران واقع شده‌است. عین بیه ۳۶٫۱۵ کیلومتر مربع مساحت و ۳۲٬۶۱۱ نفر جمعیت دارد.